# Ommexecha gigliotosi
Ommexecha gigliotosi är en insektsart som beskrevs av Bolívar, I. 1899. Ommexecha gigliotosi ingår i släktet Ommexecha och familjen Ommexechidae. Inga underarter finns listade i Catalogue of Life.